# Borås Caroli distrikt
Borås Caroli distrikt är ett distrikt i Borås kommun och Västra Götalands län. 
Distriktet ligger omkring västra Borås. 

## Tidigare administrativ tillhörighet
Distriktet inrättades 2016 och utgörs av västra delen av det område som före 1971 utgjorde Borås stad samt västra delen av den tidigare Torpa socken i Borås kommun
Området motsvarar den omfattning Borås Caroli församling hade 1999/2000.